# Чорна Вода (потік)
Чорна Вода (пол. Czarna Woda (dopływ Dunajca)) — гірський потік в Польщі, у Новосондецькому повіті Малопольського воєводства. Ліва притока Дунайця, (басейн Балтійського моря).

## Опис
Довжина потоку 7,52 км, падіння потоку 174,70  м, похил потоку 23,24  м/км, найкоротша відстань між витоком і гирлом — 6,66  км, коефіцієнт звивистості річки — 1,13 . Формується допливами та безіменними гірськими потоками.

## Розташування
Бере початок на північно-східних схилах гори Окрег (587,8 м) на висоті 527,3 м над рівнем моря у Потоку (присілок Волі-Піскуліна) (гміна Лонцько). Тече переважно на південний схід через Загожин і у селі Лонцько впадає у річку Дунаєць, праву притоку Вісли.
Населені пункти вздовж берегової смуги: Грудек, Чернець.

## Притоки
- Потік Кічанський (ліва).

## Цікавий факт
- Потік перетинає туристичний шлях, який на мапі туристичній значиться жовтим кольором (Модинь (1027 м) — Мала Модинь (988 м) — Пехувка (623 м) — Лонцько — Щавниця).[3]